# Tarcza ukraińska
     1. Tarcza ukraińska
     2. Wyniesienie kowelskie
     3. Płyta wołyńsko-podolska
     4. Karpaty
     5. Platforma zachodnioeuropejska
     6. Zapadlisko dnieprowsko-donieckie
     7. Antekliza woroneska
     8. Doniecka struktura fałdowa
     9. Zapadlisko przyczarnomorskie
     10. Kraton sarmacki
     11. Krymska strefa fałdowa

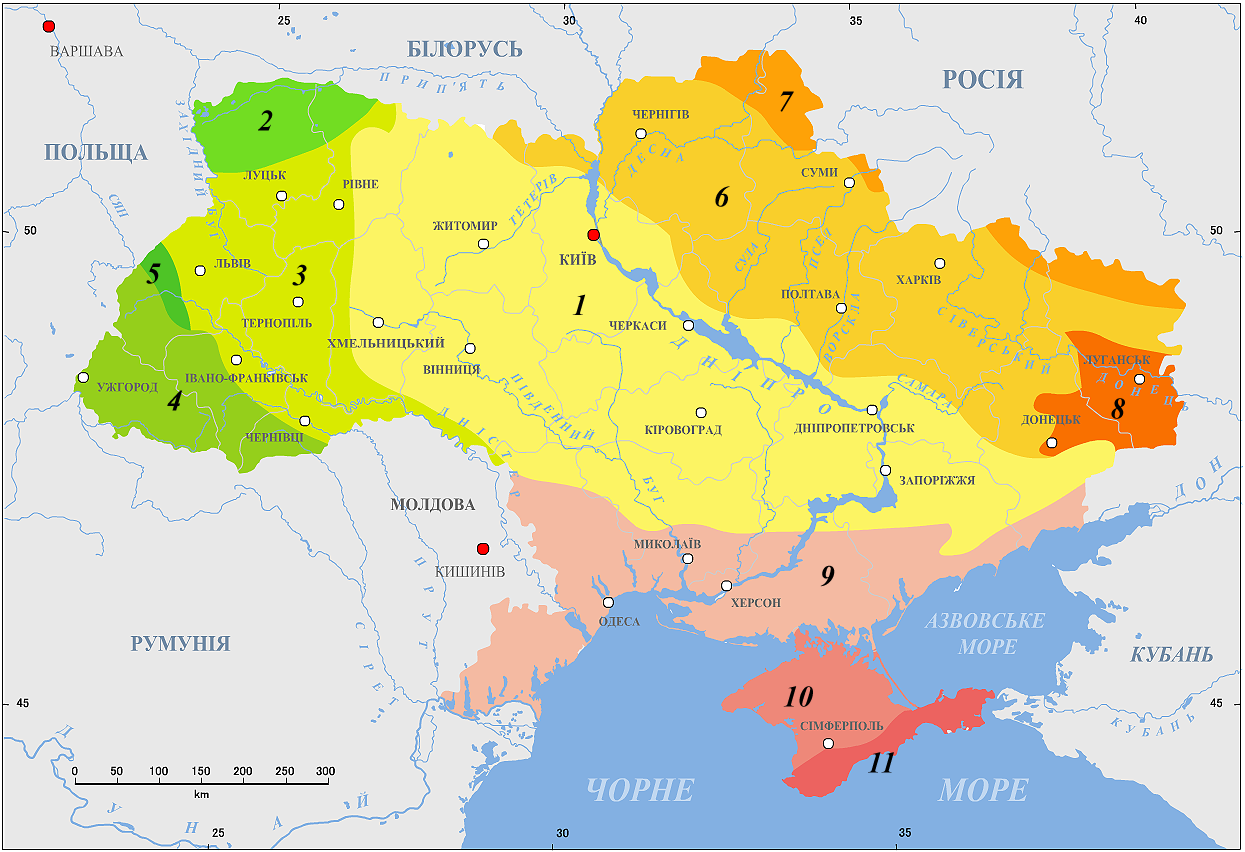
1. Tarcza ukraińska
Inne:
2. Wyniesienie kowelskie
3. Płyta wołyńsko-podolska
4. Karpaty
5. Platforma zachodnioeuropejska
6. Zapadlisko dnieprowsko-donieckie
7. Antekliza woroneska
8. Doniecka struktura fałdowa
9. Zapadlisko przyczarnomorskie
10. Kraton sarmacki
11. Krymska strefa fałdowa

Tarcza ukraińska (tarcza wołyńsko-azowska) – wielka jednostka geostrukturalna Europy, wchodząca w skład platformy wschodnioeuropejskiej.
Znajduje się na terenie Ukrainy, zajmuje obszar ponad 200 000 km², znajdujący się pomiędzy Dnieprem a Bohem.
Na północnym wschodzie od tarczy znajduje się aulakogen dnieprowsko-doniecki, oddzielający ją od anteklizy woroneskiej.
W krystalicznym podłożu tarczy wyróżnia się: 
- dnieprydy (wiek 3,7–2,7 mld lat)
- bugidy (wiek 2,7–mld lat)
- wołynidy (około 2 mld lat)
- saksaganidy (2–1,7 mld lat)
- owrucydy (wiek 1,575 mld lat)

Po orogenezie owruckiej (1,2 mld lat temu) zaczęła tworzyć się pokrywa platformowa, o miąższości do 1000 m.